# Latyr Camara
Pour les articles homonymes, voir Kamara.
Latyr Kamara (né le 30 mars 1919 à Saint-Louis, décédé dans la même ville le 8 septembre 2000), est un syndicaliste, un homme politique et un diplomate sénégalais qui fut ministre à la veille de l'indépendance.

## Biographie
Ancien élève de l'École normale William-Ponty, c'est un syndicaliste actif qui milite au sein de l'Union générale des travailleurs d'Afrique noire (UGTAN) au temps de l'AOF. Secrétaire général de l'Union des syndicats CGT, il est aussi membre de l'Union démocratique sénégalaise (UDS), puis du Bloc populaire sénégalais (BPS).
Il est nommé ministre de la Fonction publique dans le gouvernement du 20 mai 1957 présidé par Pierre Lami et conserve sa fonction dans celui du 18 juin 1958.
Latyr Camara est ambassadeur au Nigéria de 1968 à 1970, puis en Éthiopie, en Algérie de 1969 à 1971, au Kenya, en Ouganda et en Zambie en 1972, au Ghana de janvier 1977 à juillet 1979.